# Jacopo Zucchi

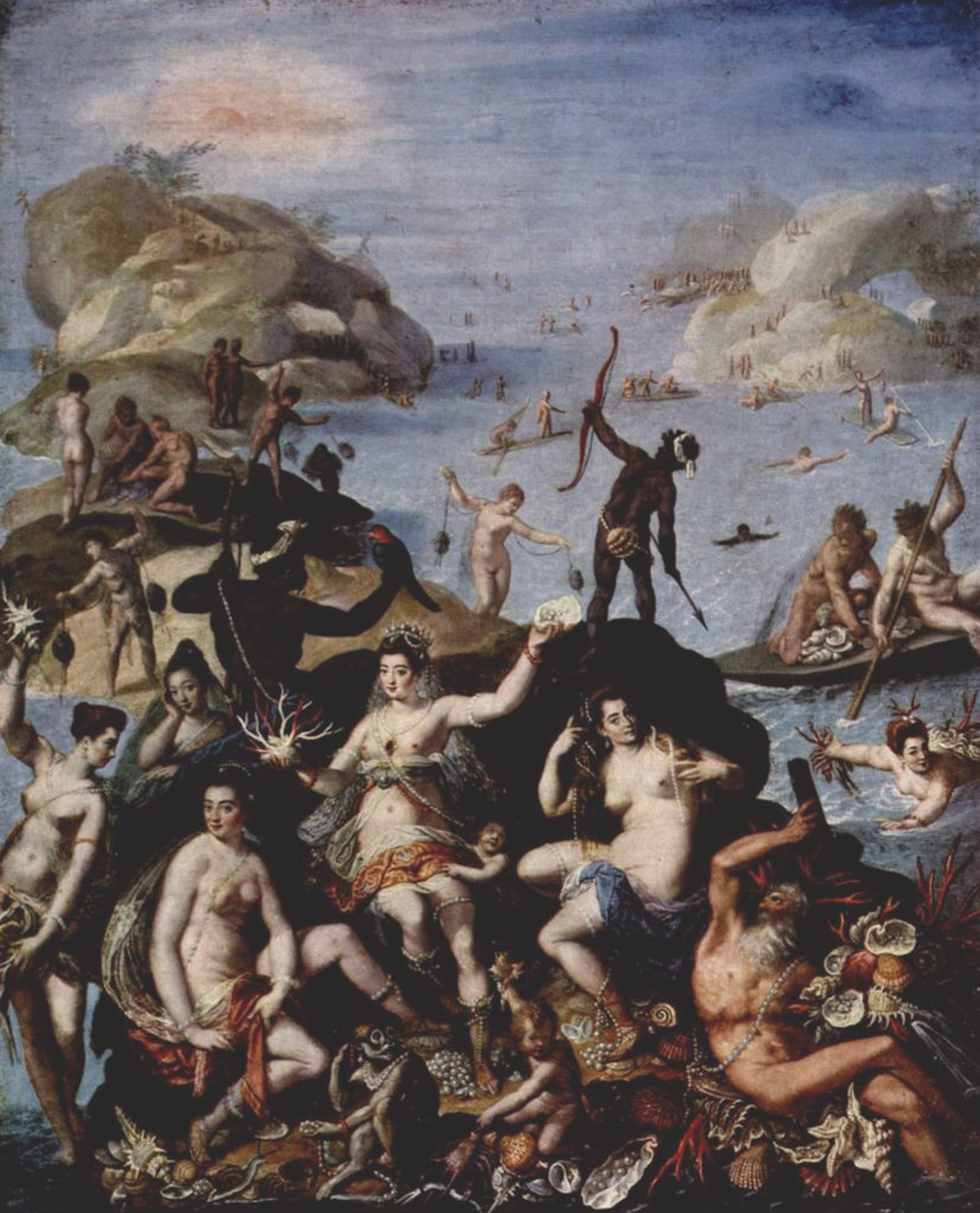
Jacopo Zucchi, Pesca dei Coralli, Galleria Borghese, Rom

Jacopo Zucchi oder Jacopo del Zucca, wie ihn sein Biograph Giovanni Baglione nennt (* 1541 in Florenz; † 1589/90 in Florenz oder Rom) war ein florentinischer Maler des Manierismus.

## Leben
Jacopo Zucchi war ein Schüler und Mitarbeiter Giorgio Vasaris, den er im Jahr 1567 nach Rom begleitete. Dort malte er mit ihm mehrere Kirchen und Kapellen im Vatikan aus.
Einige Fresken in San Silvestro al Quirinale und das 1585 entstandene Altarbild Die Geburt Johannes des Täufers in der Seitenkapelle der Kirche San Giovanni Decollato stammen von Zucchi. Eines seiner wichtigsten Werke ist die Ausmalung der Kirche Santo Spirito in Sassia, wo er den Chor mit einem komplexen Pfingstprogramm versah. Seine umfangreichste Arbeit ist der meisterhafte Freskenzyklus im Palazzo Ruspoli in Rom, ein Gesamtgestaltung von Wand- und Deckenmalerei, zu dessen Bildprogramm der Maler eine ausführliche Erläuterung in Buchstärke anfertigte. Diese Erläuterungen wurden postum 1602 veröffentlicht.